# Агости, Эктор Пабло
Эктор Пабло Агости (исп. Héctor Pablo Agosti, 1911—1984) — аргентинский философ, публицист, литературный критик и общественный деятель. Марксист. Один из руководителей Коммунистической партии Аргентины. Редактор марксистского теоретического журнала «Cuadernos de Cultura». 
Ученик Анибала Понсе. Занимался исследованием творчества Эстебана Хосе Эчеверрии.

## Книги
- Нация и культура. 1963 г.
- Возрожденный Тантал. 1969 г.
- Революция, интеллигенция, культура. М., Политиздат. 1984 г.